# Вагабов, Вагаб Мамедович
Вагаб Мамедович Вагабов (род. 11 февраля 1986, Махачкала) — российский профессиональный боксёр и боец смешанных единоборств, выступающий в средней, в полутяжёлой и в тяжёлой весовых категориях. Выступает на профессиональном уровне с 2006 года. Трёхкратный чемпион мира по MMA, чемпион мира по CJJ, чемпион мира по FCF-MMA, победитель кубка мира по ушу-саньда. Известен по участию в турнирах бойцовских организаций WFCA, AMC Fight Nights Global, M-1 fighter, PROFC, WSOF.

## Биография
Вагаб Вагабов родился 11 февраля 1986 года в городе Махачкала Дагестанской ССР. Из селения Мекеги Левашинского района Республики Дагестан.

## Спортивная карьера
Первым видом спорта, который привлёк внимание Вагаба был бокс.
В 10 — летнем возрасте он начал заниматься боксом, через два года записался в секцию кик-боксинга, где отзанимался 2 года. Но затем перенаправил свой спортивный путь и с 14 до 16 лет играл в молодёжном футбольном клубе «Анжи». После чего Вагаб вновь начал выступать в соревнованиях по различным видам единоборств. Выполнил норматив на звание Мастера спорта по боксу, кик-боксингу и боевому самбо.
Примерно в возрасте двадцати лет получил несколько дисквалификаций в любительском боксе. После чего взял пятилетний перерыв.
1 марта 2006 года дебютировал в профессиональном ММА, с большими промежутками выходил в клетку, но 2012 году пришёл на реалити шоу по ММА, где стал победителем 3 года подряд и уже продолжил профессиональную карьеру бойца. На этом пути Вагаб становился трёхкратным чемпионом мира по ММА по версии M-1 Fighter и Mix-Fighter, чемпионом мира по боевому джиу-джитсу, чемпионом мира по рукопашному бою, победителем кубка мира по ушу-саньда.

## Карьера в профессиональном боксе
16 февраля 2013 года начал свою карьеру в профессиональном боксе, в 1-м тяжёлом весе одержав победу единогласным решением судей (счёт: 40-36, 40-37, 40-38) над молодым украинцем Александром Охреем (0-2).
25 декабря 2021 года в Москве единогласным решением судей (счёт: 39-37, 40-36 — дважды) победил молодого проспекта соотечественника Дамила Шарафутдинова (дебют).

## Статистика в профессиональном боксе
В таблице перечислены результаты всех поединков боксёров.
В каждой строке указан результат поединка. Дополнительно номер поединка обозначен цветом, который обозначает итог поединка. Расшифровка обозначений и цветов представлена в нижеследующей таблице.
| Пример | Расшифровка                     |
| ------ | ------------------------------- |
|        | Победа                          |
|        | Ничья                           |
|        | Поражение                       |
|        | Планируемый поединок            |
|        | Поединок признан несостоявшимся |
| КО     | Нокаут                          |
| ТКО    | Технический нокаут              |
| PTS    | Решение судей (по очкам)        |
| UD     | Единогласное решение судей      |
| MD     | Решение большинства судей       |
| SD     | Раздельное решение судей        |
| RTD    | Отказ от продолжения боя        |
| DQ     | Дисквалификация                 |
| NC     | Поединок признан несостоявшимся |

| 4 поединка, 3 победы (1 нокаутом), 1 поражений.Проиграл нокаутом Дмитрию Кудряшову. | 4 поединка, 3 победы (1 нокаутом), 1 поражений.Проиграл нокаутом Дмитрию Кудряшову. | 4 поединка, 3 победы (1 нокаутом), 1 поражений.Проиграл нокаутом Дмитрию Кудряшову. | 4 поединка, 3 победы (1 нокаутом), 1 поражений.Проиграл нокаутом Дмитрию Кудряшову. | 4 поединка, 3 победы (1 нокаутом), 1 поражений.Проиграл нокаутом Дмитрию Кудряшову. | 4 поединка, 3 победы (1 нокаутом), 1 поражений.Проиграл нокаутом Дмитрию Кудряшову. | 4 поединка, 3 победы (1 нокаутом), 1 поражений.Проиграл нокаутом Дмитрию Кудряшову. |
| Бой                                                                                 | Рекорд                                                                              | Дата боя                                                                            | Соперник                                                                            | Место проведения боя                                                                | Раундов, время                                                                      | Примечание                                                                          |
| ----------------------------------------------------------------------------------- | ----------------------------------------------------------------------------------- | ----------------------------------------------------------------------------------- | ----------------------------------------------------------------------------------- | ----------------------------------------------------------------------------------- | ----------------------------------------------------------------------------------- | ----------------------------------------------------------------------------------- |
| 4                                                                                   | 3-1                                                                                 | 11 июня 2022                                                                        | Дмитрий Кудряшов (24-5)                                                             | ДГ Ирины Винер-Усмановой, Москва, Россия                                            | КО 1 (6), 0:45                                                                      | Полуфинал гран-при Pravda Old School Boxing.                                        |
| 3                                                                                   | 3-0                                                                                 | 4 марта 2022                                                                        | Данил Шаталов (дебют)                                                               | КЗ «Мир», Москва, Россия                                                            | TKO 3 (4), 2:16                                                                     |                                                                                     |
| 2                                                                                   | 2-0                                                                                 | 25 декабря 2021                                                                     | Дамил Шарафутдинов (дебют)                                                          | КЗ «Мир», Москва, Россия                                                            | UD 4 (4)                                                                            | Счёт: 39-37, 40-36 (дважды).                                                        |
| 1                                                                                   | 1-0                                                                                 | 16 февраля 2013                                                                     | Александр Охрей (0-2)                                                               | ТРЦ «Москва», Каспийск, Дагестан, Россия                                            | UD 4 (4)                                                                            | Счёт: 40-36, 40-37, 40-38. Дебют в профессиональном боксе.                          |
| Бой                                                                                 | Рекорд                                                                              | Дата боя                                                                            | Соперник                                                                            | Место проведения боя                                                                | Раундов, время                                                                      | Примечание                                                                          |

## Статистика в ММА
| Боёв 32         | Побед 30 | Поражений 1 |
| --------------- | -------- | ----------- |
| Нокаутом        | 20       | 0           |
| Сдачей          | 5        | 0           |
| Решением        | 5        | 1           |
| Ничьи           | 1        | 1           |
| Не состоявшихся | 0        | 0           |

| Результат | Рекорд | Соперник          | Способ                                         | Турнир                                           | Дата             | Раунд | Время | Место             | Примечание                                        |
| --------- | ------ | ----------------- | ---------------------------------------------- | ------------------------------------------------ | ---------------- | ----- | ----- | ----------------- | ------------------------------------------------- |
| Победа    | 29-1-1 | Хасан Юсефи       | Нокаутом (удар)                                | AMC Fight Nights 105: Минеев — Исмаилов 2        | 16 октября 2021  | 3     | 0:29  |                   | Завоевал титул AMC Fight Night в полутяжёлом весе |
| Победа    | 28-1-1 | Эдер де           | Нокаутом (удар)                                | AMC Fight Nights 100: Бикрев — Дазаев            | 11 апреля 2021   | 2     | 1:38  |                   |                                                   |
| Победа    | 27-1-1 | Дмитрий Андрюшко  | Техническим нокаутом (остановка углом)         | AMC Fight Nights: Winter Cup                     | 24 декабря 2020  | 3     | 1:00  |                   |                                                   |
| Победа    | 26-1-1 | Алимджон Шадманов | Техническим нокаутом (удары)                   | FFC Falco Fighting Championship: Road Fighter 17 | 8 ноября 2020    | 1     | 0:50  |                   |                                                   |
| Победа    | 25-1-1 | Алексей Ефремов   | Техническим нокаутом (удары)                   | ProFC 62 Lightweight Grand Prix Finals           | 26 марта 2017    | 3     | 3:35  |                   |                                                   |
| Ничья     | 24-1-1 | Алексей Ефремов   | Ничья ()                                       | WFCA 34 Battle in Moscow                         | 25 февраля 2017  | 3     | 5:00  |                   |                                                   |
| Поражение | 24-1   | Бруно Сантос      | Решением (раздельным)                          | WSOF 34 Gaethje vs. Firmino                      | 31 декабря 2016  | 3     | 5:00  |                   |                                                   |
| Победа    | 24-0   | Никос Соколис     | Решением (раздельным)                          | WFCA 17 — Grand Prix Akhmat                      | 9 апреля 2016    | 3     | 5:00  |                   |                                                   |
| Победа    | 23-0   | Брайан Гриннелл   | Техническим нокаутом (удары коленями и руками) | WSOF 23 — Gaethje vs. Palomino 2                 | 18 сентября 2015 | 2     | 2:29  |                   |                                                   |
| Победа    | 22-0   | Герман Франко     | Нокаутом ()                                    | FCF-MMA World Championship 2015                  | 14 июня 2015     | 1     | 0:24  |                   |                                                   |
| Победа    | 21-0   | Крис Катанга      | Техническим нокаутом (удары)                   | OC — Oplot Challenge 109                         | 18 апреля 2015   | 2     | 2:43  |                   |                                                   |
| Победа    | 20-0   | Рейнальдо да      | Решением (единогласным)                        | Russian MMA Union — New Horizons Grand Final     | 22 ноября 2014   | 2     | 5:00  |                   |                                                   |
| Победа    | 19-0   | Михаил Бурешкин   | Решением (большинством судейских голосов)      | M-1 Global Super-Stage Reality Show MixFighter   | 27 сентября 2014 | 2     | 5:00  |                   |                                                   |
| Победа    | 18-0   | Денис Корнев      | Сабмишном (удушение треугольником)             | M-1 Global MixFighter Season 4                   | 15 июня 2014     | 1     | 1:28  |                   |                                                   |
| Победа    | 17-0   | Руслан Хасханов   | Сабмишном (удушение гильотиной)                | MMA Star in the Ring — Shamil vs. Renat          | 1 марта 2014     | 2     | N/A   |                   |                                                   |
| Победа    | 16-0   | Рудольф Криз      | Решением (единогласным)                        | M-1 Global M-1 Fighter 3 Finale                  | 15 декабря 2013  | 2     | 5:00  |                   |                                                   |
| Победа    | 15-0   | Виктор Кийко      | Сабмишном (удушение гильотиной)                | OC — Oplot Challenge 75                          | 6 сентября 2013  | 2     | 0:55  |                   |                                                   |
| Победа    | 14-0   | Фатих Керим       | Нокаутом (удар)                                | MPF Moscow Open Pankration Cup 2013              | 23 февраля 2013  | 2     | 3:18  |                   |                                                   |
| Победа    | 13-0   | Олег Новоселов    | Решением (единогласным)                        | M-1 Fighter 2 — Grand Finale                     | 16 декабря 2012  | 3     | 5:00  |                   |                                                   |
| Победа    | 12-0   | Зураб Кокаев      | Техническим нокаутом (удары)                   | POC — Pride of Caucasus                          | 23 сентября 2012 | 1     | 4:20  |                   |                                                   |
| Победа    | 11-0   | Артур Астахов     | Нокаутом ()                                    | M-1 Global — M-1 Fighter 2012 Semifinals         | 29 апреля 2012   | 2     | N/A   |                   |                                                   |
| Победа    | 10-0   | Михаил Шейн       | Решением (единогласным)                        | M-1 Global — M-1 Fighter 2012 Quarterfinals      | 22 апреля 2012   | 3     | 5:00  |                   |                                                   |
| Победа    | 9-0    | Санджар Сафаров   | Техническим нокаутом (удары)                   | M-1 Fighter 2 Elimination Round                  | 8 апреля 2012    | 1     | 1:01  |                   |                                                   |
| Победа    | 8-0    | Мурад Чачанов     | Техническим нокаутом (удары)                   | Moscow Open — Pancration Cup 2012                | 10 марта 2012    | 1     | 2:55  |                   |                                                   |
| Победа    | 7-0    | Ислам Масаев      | Сабмишном (удушение гильотиной)                | OFC — Octagon Fight Club                         | 22 октября 2011  | 1     | 0:00  |                   |                                                   |
| Победа    | 6-0    | Александр Ковсун  | Сабмишном (удушение треугольником)             | M-1 Ukraine — International Club Grand Prix 1    | 2 апреля 2011    | 1     | 1:44  |                   |                                                   |
| Победа    | 5-0    | Ишкан Расулов     | Нокаутом (удар)                                | OFZ — Open Fight Zone                            | 1 ноября 2010    | 1     | 0:00  |                   |                                                   |
| Победа    | 4-0    | Андрейс Зозуля    | Техническим нокаутом (удары)                   | FC — Fighters Cup                                | 5 июня 2009      | 2     | 0:00  |                   |                                                   |
| Победа    | 3-0    | Вячеслав Егоров   | Техническим нокаутом (удары)                   | Super Pro Battle Super Pro Battle                | 12 февраля 2009  | 1     | 2:13  |                   |                                                   |
| Победа    | 2-0    | Максим Семенов    | Нокаутом (удар коленом)                        | PCOK — Pankration Cup Of Krasnodar               | 1 марта 2006     | 1     | 0:00  |                   |                                                   |
| Победа    | 1-0    | Владимир Ерошин   | Техническим нокаутом (удары)                   | PCOK — Pankration Cup Of Krasnodar               | 1 марта 2006     | 2     | 0:00  | Краснодар, Россия | Дебют в ММА                                       |

## Спортивные достижения
- Чемпион мира по Джиу-джитсу (Днепропетровск 2011)
- Чемпион кубка мира по ушу-саньда (Гонконг 2012)
- Трёхкратный чемпион мира по ММА по версии M1-Fighter и Mix-Fighter (2012.13.14)
- Чемпион мира по полноконтактному рукопашному бою FCF-MMA[3][4](2015)
- Мастер спорта по боксу;
- Мастер спорта по кикбоксингу;
- Мастер спорта по боевому самбо;
- Мастер спорта международного класса по боевому джиу-джитсу
- Мастер спорта международного класса по ушу-саньда[5].

## Уголовное дело
В марте 2018 года вместе с ещё восемью соучастниками был задержан по подозрению в вымогательстве шестидесяти миллионов рублей у руководителя одного из дагестанских СМИ Алиева Джамала.
Также подозревался в похищении человека,в вымогательстве в особо крупном размере,разбое,покушении на убийство и хранении оружия. В итоге вымогательство переквалифицировали на «самоуправство», а остальные статьи не доказали, за исключением «хранения оружия» — за которое добавили 9 месяцев. В итоге Вагабов отсидел три года, сначала в Москве в СИЗО-5 «Водный стадион», а затем в Дагестане в ИК-7, посёлок Ново-Тюбе. В мае 2020 года вышел на свободу.